# Newton St Cyres
Newton St Cyres est un village et une paroisse civile du Devon, situé dans le sud-ouest de l'Angleterre. 